# دانيال بيرنستن
دانيال بيرنستن (بالنرويجية البوكمول: Daniel Berntsen)‏ هو لاعب كرة قدم نرويجي، ولد في 4 أبريل 1993 في ترومسو في النرويج. شارك مع منتخب النرويج تحت 18 سنة لكرة القدم ومنتخب النرويج تحت 21 سنة لكرة القدم. أما مع النوادي، فقد لعب مع نادي بودو/غليمت ونادي روسنبورغ ونادي فريدريكستاد ونادي يورغوردينس.

## وصلات خارجية
- دانيال بيرنستن على موقع اتحاد النرويج (النرويجية)
- دانيال بيرنستن على موقع قاعدة بيانات كرة القدم.إي يو (الإنجليزية)
- دانيال بيرنستن على موقع Soccerway.com (الإنجليزية)